# Dhothar
Els Dhothar són una tribu jat que viuen al Panjab, avui repartit entre Pakistan i Índia. A Pakistan els dhothar són musulmans i a Índia són sikh.

## Població
S'estima que la població total dhothar és d'unes 32.000 persones. La majoria viuen al Pakistan i a l'Índia, encara que alguns també han emigrat a alguns estats d'Europa i al Canadà.
Les taules es divideixen en nom de la tribu, religió a la qual pertanyen i les localitats on hi vivien.

### Districte de Gujranwala
Al Districte de Gujranwala hi són presents els següents Dhothar:
| Tribu  | Religió   | Gujranwala Tehsil | Wazirabad Tehsil | Hafizabad Tehsil | Khanqah Dogran Tehsil | Sharakpur Tehsil | Total |
| ------ | --------- | ----------------- | ---------------- | ---------------- | --------------------- | ---------------- | ----- |
| Dhotar | Musulmana | 29                | 38               | 246              |                       | 44               | 357   |
| Dhotar | Sikh      | 819               | 36               | 253              | 60                    | 7                | 1,175 |

### Districte de Gujrat
Al Districte de Gujrat hi són presents les següents poblacions de Dhothar:
| Tribu   | Gujrat Tehsil | Kharian Tehsil | Phalia Tehsil | Total |
| ------- | ------------- | -------------- | ------------- | ----- |
| Dhothar | 53            | 7              | 1,295         | 1,355 |